# Cortegaça (Mortágua)
Cortegaça ist eine Gemeinde (Freguesia) im portugiesischen Kreis Mortágua. In ihr leben 439 Einwohner (Stand 30. Juni 2011).